# 权力经济
权力经济是政府官员以行政权力为资源，以行政审批为手段，通过权力寻租的方式来为某个地区、集团或者个人谋取利益的一种经济形态。与计划经济不同的是，计划经济是基于对计划经济这一理念乌托邦式的信仰，而权力经济则是基于自身利益，用手中的权力来实现利益。权力经济也是导致贫富差距恶化的主要原因之一。

## 核心
在一个被权力经济统治的社会里，行政权力是最高核心价值，社会的一切都以权力为中心，当政者考虑的只是政权、政府、当权者个人以及与其密切相关联的地区或者集团的利害得失。直接导致正义、公道、公平和公正的丧失。权力经济严重干扰市场经济的运行和发展，并导致地区之间人为的非均衡发展。

## 危害
首先，权力经济是是市场经济的天敌，政府官员通过行政干预的方式使市场机制失灵、虚化，甚至成为权力运作的遮羞布。权力经济严重制约了市场的发展和完善。这不但遏制了市场，而且制约了企业的健康发展。使市场主体和不同地区之间没有一个健康公平的发展环境。
其次，在一个正常国家中，该国政府提供的公共服务是为了弥补市场的缺陷，政府运营的企业应该是以服务大众为目的非营利性机构，但在权力经济国家，其政府所属企业往往大量分食着公众的利益。
再次，权力经济也是滋生腐败的温床。行政权力把持着大量的资源和行政审批权，必然导致权力寻租和腐败。就中国而言，中国自2010年开始的第三波移民潮和国内资本大量外逃的现象背后是这些新富阶层对自身通过权力获得财富的不安。
最后，权力经济泛滥不仅形成病态社会，导致社会财富分配的极度不公，而且对人的心理冲击和社会道德氛围的毒化也非常之大。权力经济的运作遵循的是权力原则，使金钱和财富的攫取带有更多肮脏的成分。

## 中国情况
2012年1月，经济学家张维迎就明确指出，最近几年（指温家宝执政时期），中国改革开放的进程有所逆转，权力经济死灰复燃。若这种逆转继续进行下去，中国早期改革的很多后果很有可能会失去。市场经济制度的前提是私有制和明晰产权，并建立一个法治的竞争体系，但中国政府不承认私有产权的普遍属性，却又打着发展社会主义市场经济的招牌，让公有产权虚置，使个人或小团体的非法利益坐实，这样一来就沦为权贵们的权力经济。拿中国的国有企业来说，其财产名义上是全民的，但实际上是由少数人掌控，是少数权贵们的囊中之物。
2015年1月，政治社会学家丁学良在回答“中国大陆地区区域经济发展不平衡的原因”时指出，中国大陆经济资源的分配是随着权力走的，从整个中国体制来讲，基本上还是一个权力经济社会，依靠权力分配资源，所以一些地方的资源高度集中。